# 红客
紅客（英語：Honker）是中國大陸政治積極行動主義、民族主義以及愛國主義的黑客。反對者一般認為它是一種網路激進主義。紅客以"維護國家利益，不利用網路技術入侵自己國家的電腦，為祖国爭光"为宗旨。

## 历史
红客起源于1999年的五八事件，在美国轰炸中国驻南斯拉夫大使馆后的第二天，中国信息安全从业者苗得雨制作了第一个红客网站——“中国红客之祖国团结阵线”（随后的7月份改名为“中国红客之祖国统一战线”），其词语来源于新加坡《联合早报》的一篇报道形容的“红旗下的黑客”，由此创造出了一个新的黑客分支——“红客”。背离黑客所谓的无政府主义精神，以宣扬爱国主义下的黑客精神为主导，并引用了毛泽东青年时的话语：“国家是我们的国家，人民是我们的人民，我们不喊谁喊？我们不幹谁幹？”。网站在短短的数天内访问量已达50多万，并出现在新浪网的新闻链接中。
其中影响力较大的中国红客联盟成立于2000年底，由中国红客Lion牵头组建。2004年12月31日，中国红客联盟创始人LION宣布红盟解散。2005年在原红客联盟的主要成员的组织下重组，但在一个月后再一次宣布解散；2008年为保奥运网络正常运作，5月由“王子”、“鳄鱼”重组。2009年元月1日“王子”正式重组，后因内部矛盾，中国红客联盟网站分散，原2009年重组红客网站改名为中国红客网。2011年11月1日，中国红客联盟在LION的组织下重组。

## 发展

### 经历及现状

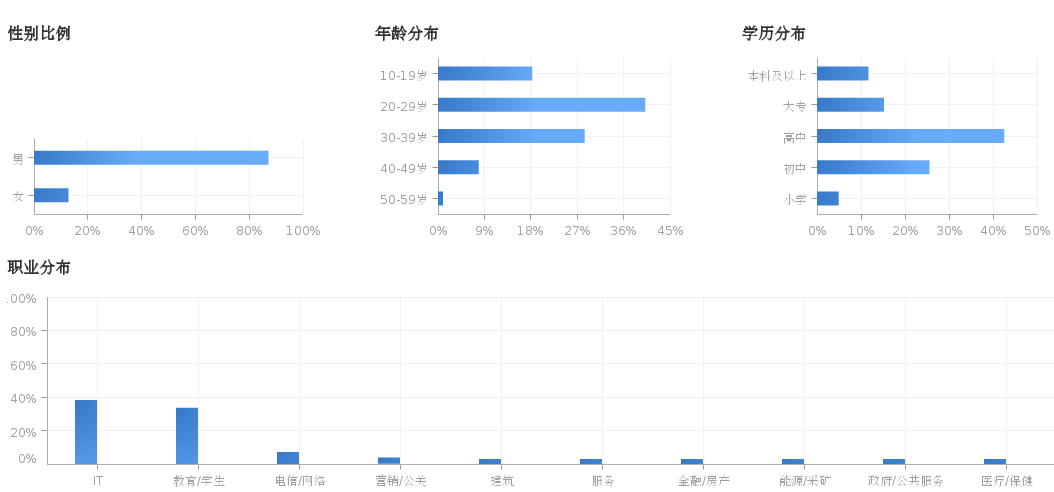
图为中国红客论坛访客统计：学生已经成为「主力军」（数据：百度统计）

2001年中美黑客大战后，红客联盟经历了几次重组与解散，红客阵营逐渐分裂，有的成员开始组建自己的网站或论坛，有的则在网络上销声匿迹。当前真正的红客为数不多，有技术的更是少之又少，多是以炒作、炫耀为目的自称红客。现在各红客组织成员以学生居多。
通过搜索引擎搜索关键词“红客”可以搜索到数十个号称“红客联盟”的网站，其中多数是以宣扬“红客精神”，教授黑客技术为主题。其中有的是由原来的红客联盟成员搭建的，也有的是由后来崇尚红客精神的人搭建的；但也不乏为谋取非法利益，炒作而以红客为名建立宣传或出售所谓“刷钻”，“抓鸡”等技术，大肆传播黑客工具的背离红客精神的网站：内容多从其他网站复制，主题是入侵、破坏及“QQ技术”。
某自称红客的网站请求会员捐款，捐款声称用来“服务器升级”、“购买域名”，部分网友查证后发现其所用网站服务器根本没有升级，并在腾讯微博上公布了相关依据，引来网友一片唏嘘。
与此同时，也出现了与红客名称相似的黑客组织，如“蓝客”，“灰客”等。

### 趋势与态度
随着国际局势的变化日益加剧，网络上一部分以红客为名的网站性质悄然发生变化，呈现出娱乐化，炒作化，商业化的趋势。也有的网站开始转型，向其他领域发展（如：SEO，营销，教育，网站制作，安全顾问）。

## 事件

### 百度域名被劫持事件

图为中国红客攻击伊朗网站的截图

2010年百度域名被劫持事件发生后，有自称中国红客的网民呼吁攻击伊朗网站。随后，伊朗一域名为iribu.ir的教育机构网站被攻击，在百度网站被攻击事件发生后，该教育机构网站页面出现黑屏，之后出现“Long live The People's Republic of China”（中华人民共和国万岁）的字样。而多个伊朗政府网站亦被中国黑客攻击。

### 馬尼拉前警員劫持香港旅行團事件
2010年馬尼拉前警員劫持香港旅行團事件发生后，菲律宾布拉干省政府官网疑似被中国红客攻擊。黑客在网页上悬挂中华人民共和国国旗，并留下了要求菲律宾政府就菲劫持人质事件做道歉的文字。。

### 中越南海主权争议事件
2011年，南海问题不断升级，中华人民共和国多家地方政府网站遭越南黑客攻击，被入侵网站标有“越南黑客是第一”，“越南人民愿意牺牲来保护海洋，天空和国家”等文字。中国红客反击越南网站，据统计有千余家越南网站被攻陷并挂上中华人民共和国国旗。

### 中菲黄岩岛对峙事件
2012年4月，中菲黄岩岛对峙引发中菲黑客互黑对方国家网站。中国数家网站遭菲律宾黑客攻击，其中包括“中国大学生自强之星”、中青在线、中青视频等7家网站。中国黑客攻击了菲律宾大学网站，将该校主页变成一张黄岩岛海域的地图，并将“我们来自中国”、“黄岩岛是我们的”等文字打在地图上。

### 佩洛西访问台湾风波
2022年8月2日，时任美国众议院议长佩洛西訪台，中华民国總統府官網遭到中國紅客攻擊。2022年8月3日，台灣高鐵公司新左營站的廣告看板以及超商門市的屏幕隨後也被植入有關“反佩洛西”的文字。之後2022年8月6日，臺灣民視電視臺被中國紅客入侵。之後晚間時刻有網友忽然發現民視電視臺出現了一面中國版圖以及簡體字“中國一點都不能少”的字樣外加背景音樂《我和我的祖國》總共維持3分鐘。